# Sibianor
Sibianor Logunov, 2001 è un genere di ragni appartenente alla famiglia Salticidae.

## Caratteristiche
Per affinità e peculiarità in comune questo genere è strettamente correlato con Bianor Peckham & Peckham, 1886.

## Distribuzione
Le 15 specie oggi note di questo genere sono state rinvenute nella regione paleartica, in Asia centrale e orientale e in Kenya e Botswana.
In Italia sono state reperite due specie di questo genere

## Tassonomia
Nell'istituire questo genere nel 2001, l'aracnologo Dmitri Logunov analizzò e determinò come specie tipo gli esemplari di Bianor aurocinctus (Ohlert, 1865).
A dicembre 2010, si compone di 15 specie:
- Sibianor aemulus (Gertsch, 1934) — USA, Canada, Russia
- Sibianor anansii Logunov, 2009 — Botswana
- Sibianor annae Logunov, 2001 — Cina
- Sibianor aurocinctus (Ohlert, 1865)[3] — Regione paleartica (presente in Italia)
- Sibianor japonicus (Logunov, Ikeda & Ono, 1997) — Russia, Giappone
- Sibianor kenyaensis Logunov, 2001 — Kenya
- Sibianor kochiensis (Bohdanowicz & Prószynski, 1987) — Giappone
- Sibianor larae Logunov, 2001 — Regione paleartica
- Sibianor latens (Logunov, 1991) — Russia, Cina
- Sibianor nigriculus (Logunov & Wesolowska, 1992) — Russia, Corea, Giappone
- Sibianor proszynski (Zhu & Song, 2001) — Cina
- Sibianor pullus (Bösenberg & Strand, 1906) — Russia, Cina, Corea, Giappone
- Sibianor tantulus (Simon, 1868) — Regione paleartica (presente in Italia)
- Sibianor turkestanicus Logunov, 2001 — Asia centrale
- Sibianor victoriae Logunov, 2001 — Kenya